# Кері (острів)
Кері (ест. Keri, швед. Kockskär, колишні назви — рос. Кокшхер або рос. Кокшер) — острів на півночі Естонії.

## Географія
Острів знаходиться в Балтійському морі біля північного узбережжя Естонії в Фінській затоці, що входить до складу волості Віймсі повіту Гар'юмаа.

## Характеристика
Кері — кам'яна скеля, витягнута з північного заходу на південний схід, завширшки 213 м і завдовжки 427 м. Знаходиться за 8 км на північ від острова Пранглі.
На острові є маяк, схожий на графин, заткнутий зверху пробкою: його низ являє собою зрізаний кам'яний конус висотою в 16 м, пофарбований білою фарбою, а верх — неширокий металевий циліндр темно червоного кольору з маяковим ліхтарем нагорі. Перший маяк був дерев'яною зрізаною пірамідою, що має у своїй основі восьмикутник. Фокальна площина маяка лежить на висоті 31 м. Дає білий спалах кожні 15 сек. Частина кам'яної основии вщент зруйнована штормом, тому для міцності споруда стягнута чотирма металевими кільцями.
Маяк стоїть майже в центрі острова, навколо розташовані службові будівлі. Відвідування острова дозволяється, але сама чотириповерхова маякова вежа — закрита.

## Історія
Вперше Кокшер згаданий 1623 року як власність Швеції. Під час Північної війни острів зайняли російські війська, 1723 року на острові звели дерев'яний маяк.
У 1800 році маякова вежа була зруйнована штормом, і в 1802—1803 рр. на її місці Леонтій Спафар'єв вибудував новий маяк, поставивши на що стару кам'яну основу восьмикутну дерев'яну зрізану піраміду. Дерево просмолити, а сигнали стали подавати олійними лампами Арганда з мідними відбивачами, закованими в восьмигранний скляний ліхтар. Відкрили Кокшерський маяк 1 листопада 1803 р.
У 1858 р Кокшерський маяк реконструювали: дерев'яну піраміду замінили на металевий циліндр, а в ліхтар поставили апарат Френеля. У цьому виді маяк дійшов до наших днів.
13 березня 1918 року в 4-х милях на північ від Кокшера затонув російський підводний човен «Єдиноріг». Згодом човен підняли і знову ввели в дію. У цьому ж році англійці виставили в районі Кокшера мінне загородження, яке було виявлено підводним човном «Тигр» 31 грудня. У 1920 р острів перейшов від Росії до щойно виниклої Естонії.
14 червня 1940 року в районі Кокшера пара радянських літальних човнів МБР-2 збила фінський пасажирський літак Ju 52 «Калева», на борту якого знаходилися дипломатичні кур'єри з дипломатичною поштою. Пошту підібрали радянські моряки з підводного човна Щ-301. Під час Другої світової війни острів був зайнятий німецькими військами.
У 1959 році кокшерський маяк зазнав капітального ремонту, після чого в 1987 році його північно-східна частина була зруйнована штормом і не відновлена. Бувши частиною Естонської РСР, в 1991 році острів увійшов до складу незалежної Естонії.

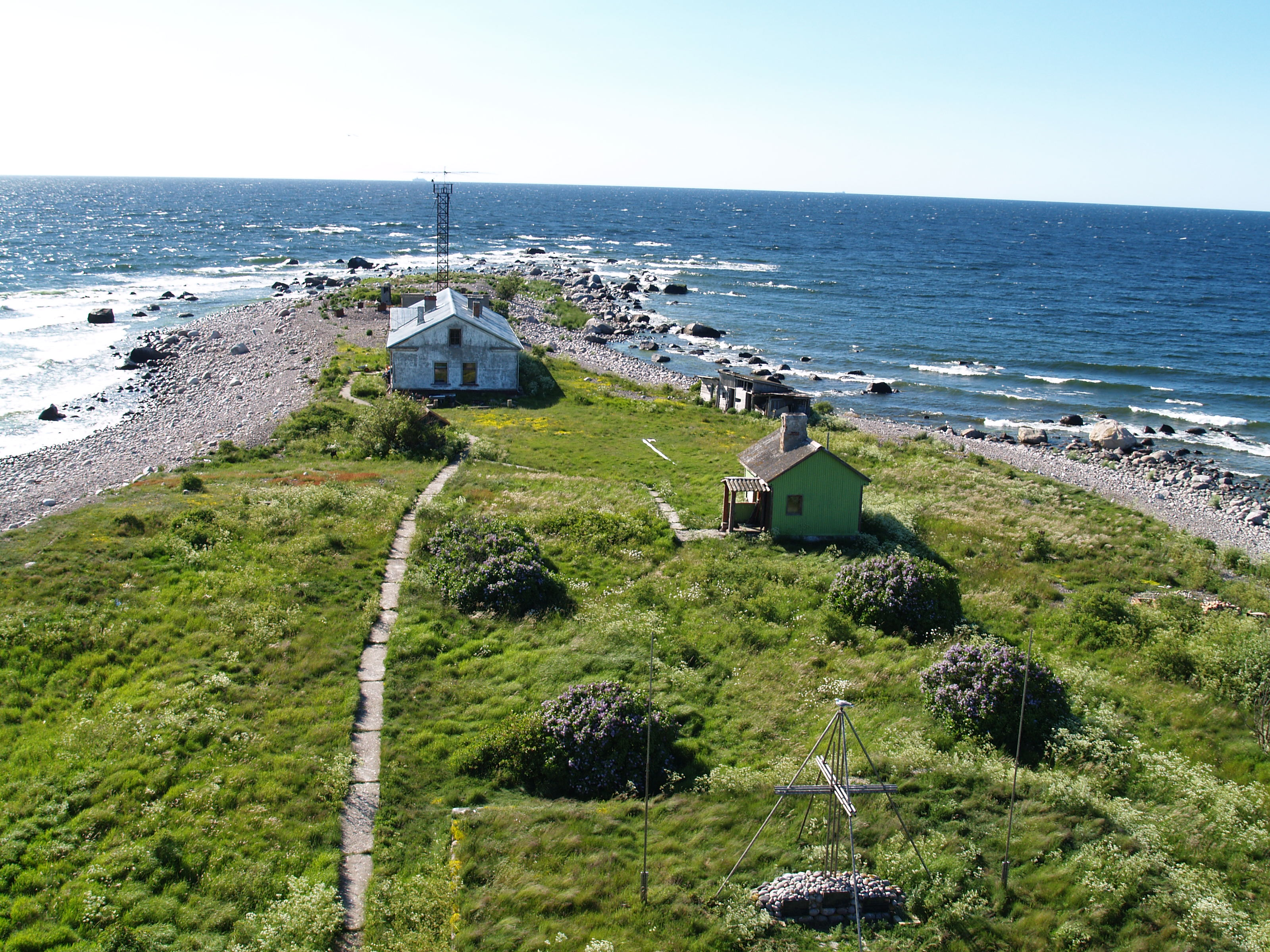
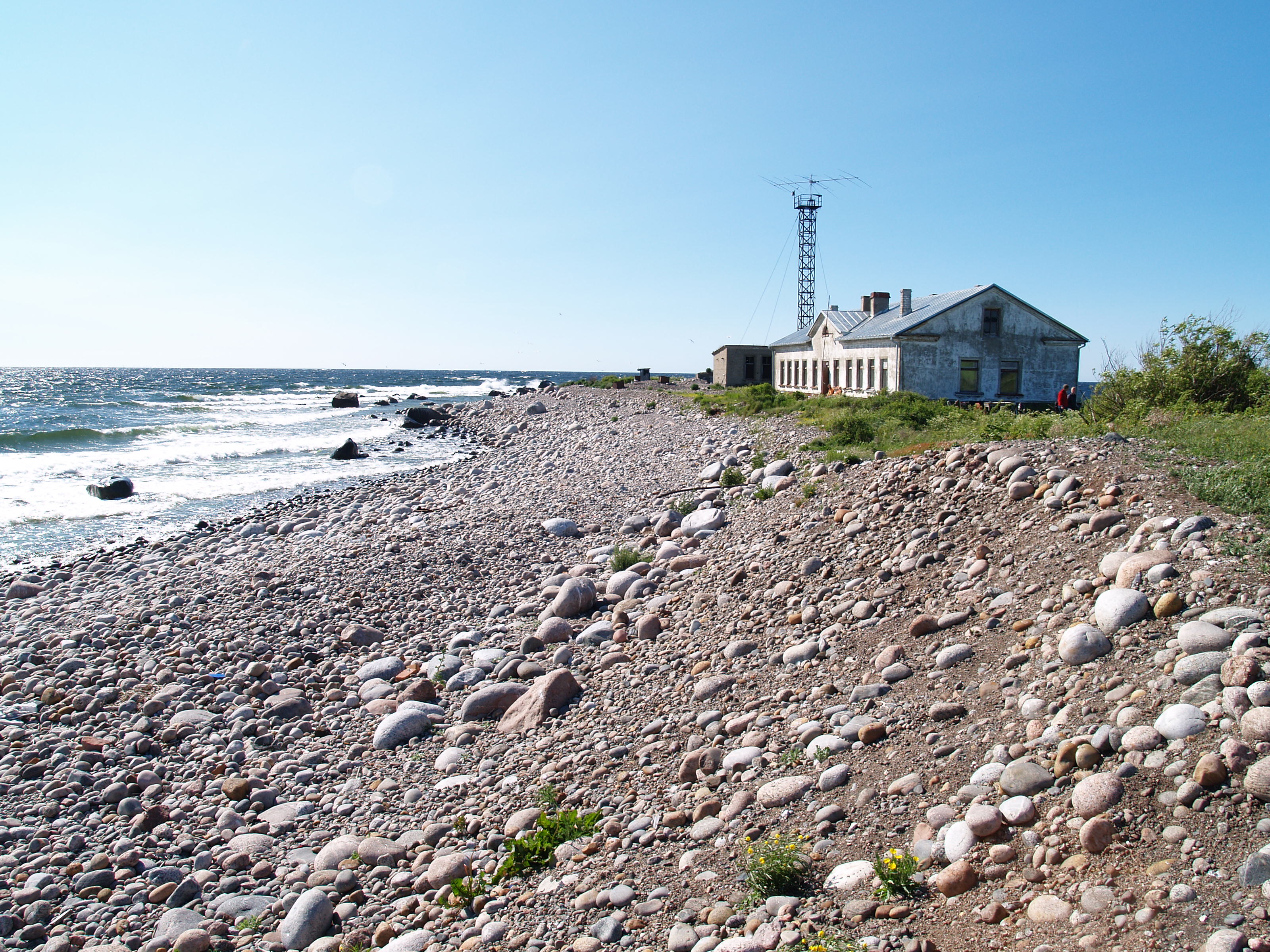
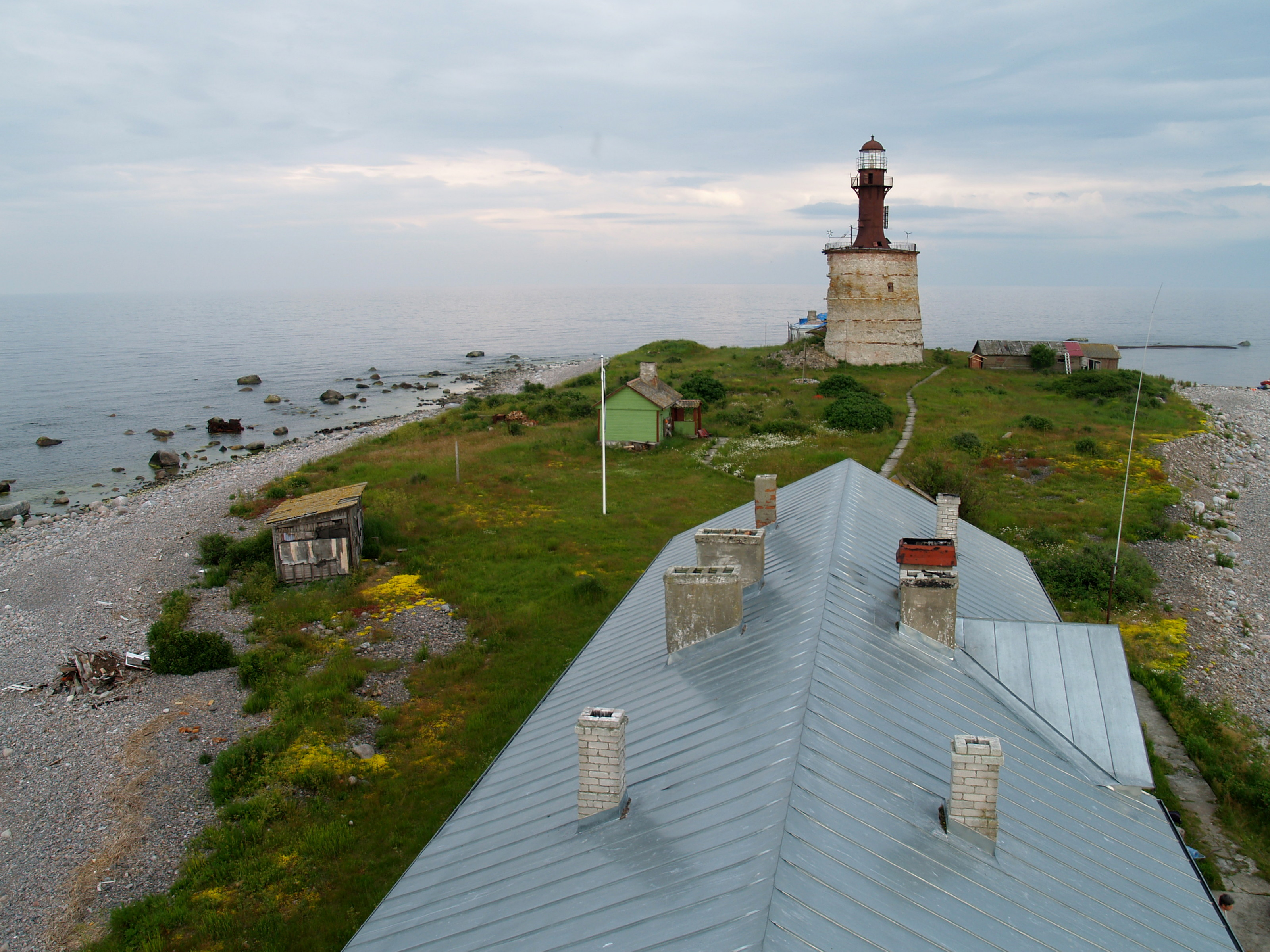
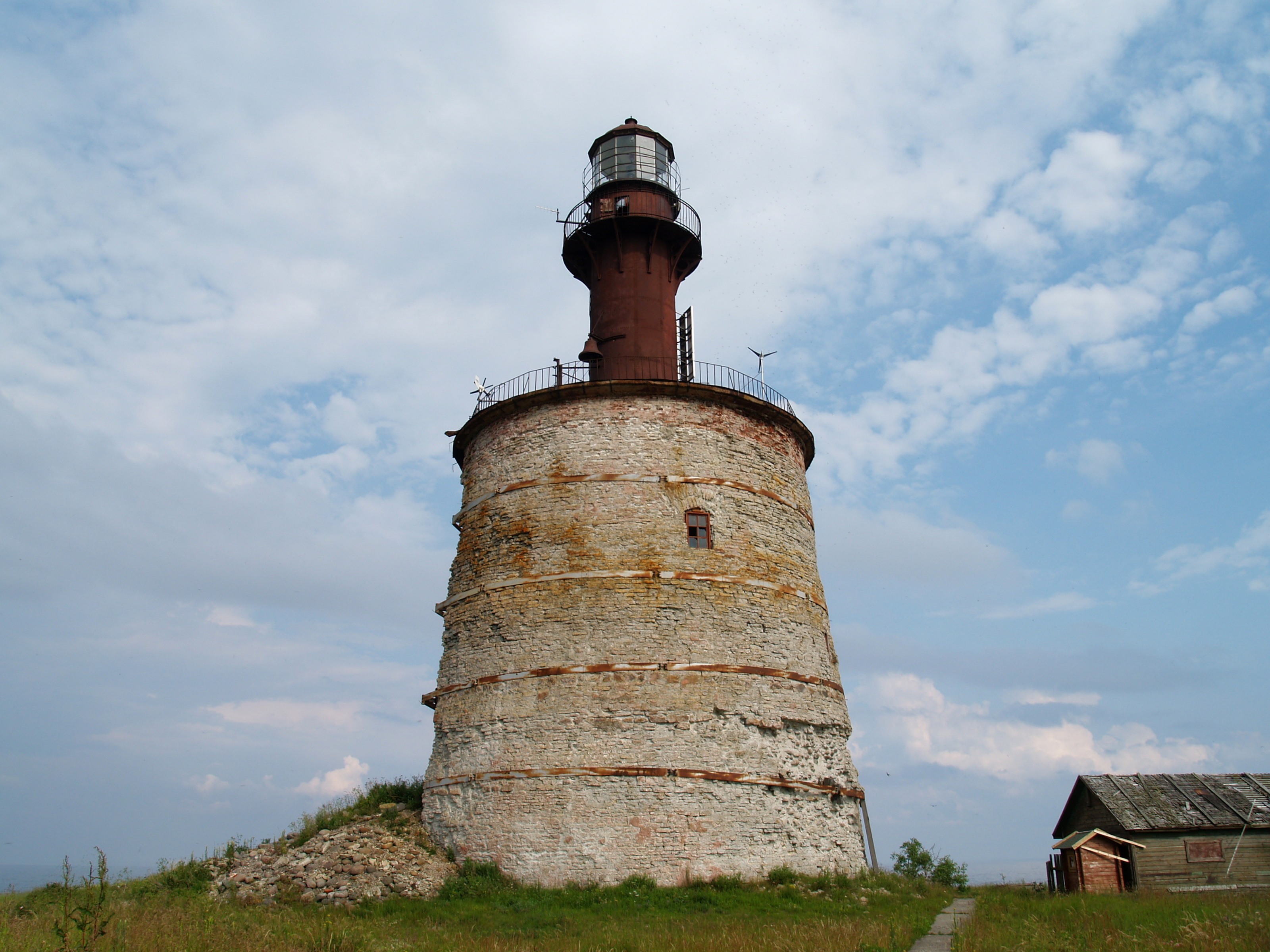
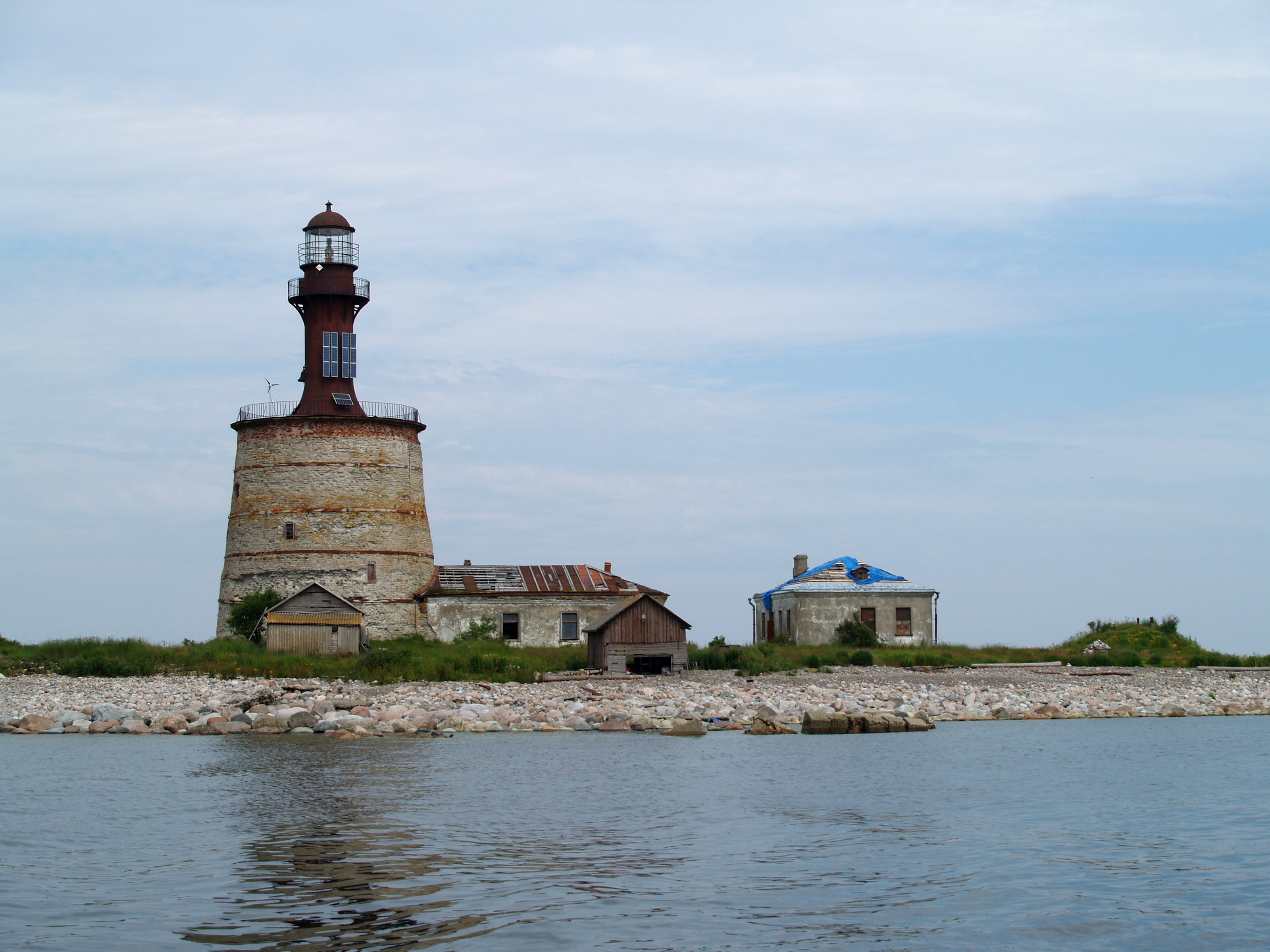